# Madridanos
Madridanos – gmina w Hiszpanii, w prowincji Zamora, w Kastylii i León, o powierzchni 32,1 km². W 2011 roku gmina liczyła 508 mieszkańców.